# 呂春葳
呂春葳（越南语：／，1838年—1891年11月24日），越南阮朝官員。

## 生平
呂春葳是南定省義興府豐盈縣上洞總上洞社（今屬南定省懿安縣安康社）人，明命十九年（1838年）出生。嗣德十七年（1864年），呂春葳參加南定場鄉試，考中舉人。次年（1865年），會試中格，庭試考中副榜。早期歷任奇英知縣、儒關知府、寧平按察使、寧平山防使。後在北圻軍中充任贊理，鎮壓各地起事。嗣德末，任寧平督學。
嗣德三十六年（1883年）三月，呂春葳升署諒平巡撫。六月，嗣德帝去世，協和帝繼位，呂春葳作為諒平巡撫，循例充任候命使，與清朝官員商討遣使事宜，不久阮朝與法國簽訂《順化條約》，單方面斷絕與清朝的宗藩關係。十月，協和帝被廢弒，阮文祥、尊室說改立建福帝，再次以呂春葳為候命使，與清朝官員接觸，商討派使朝貢事宜，結果被法國殖民官員阻止。
建福元年（1884年），清軍在諒山觀音橋擊潰法軍，此後雙方在諒山對峙。呂春葳一直反對阮朝與法國議和，支持官軍、清軍與法軍對抗。咸宜元年（1885年）二月，法軍攻陷諒山省城，呂春葳棄官退往清朝。同慶二年（1887年），呂春葳與阮光碧回到河內。經北圻經略衙上奏，法軍批准，呂春葳得以返回家鄉。他在家鄉悄悄聯絡愛國志士，準備發動起義。
成泰元年（1889年），呂春葳的學生在家鄉發動反法起義，最終被法軍鎮壓。呂春葳因為參與了起義謀劃而被判刑10年，送往崑崙監獄服刑。
成泰三年十月二十三日（1891年11月24日），呂春葳在崑崙島去世，壽五十四歲。阮朝朝廷後來恢復了他的職銜。